# Wilhelm Muehlon

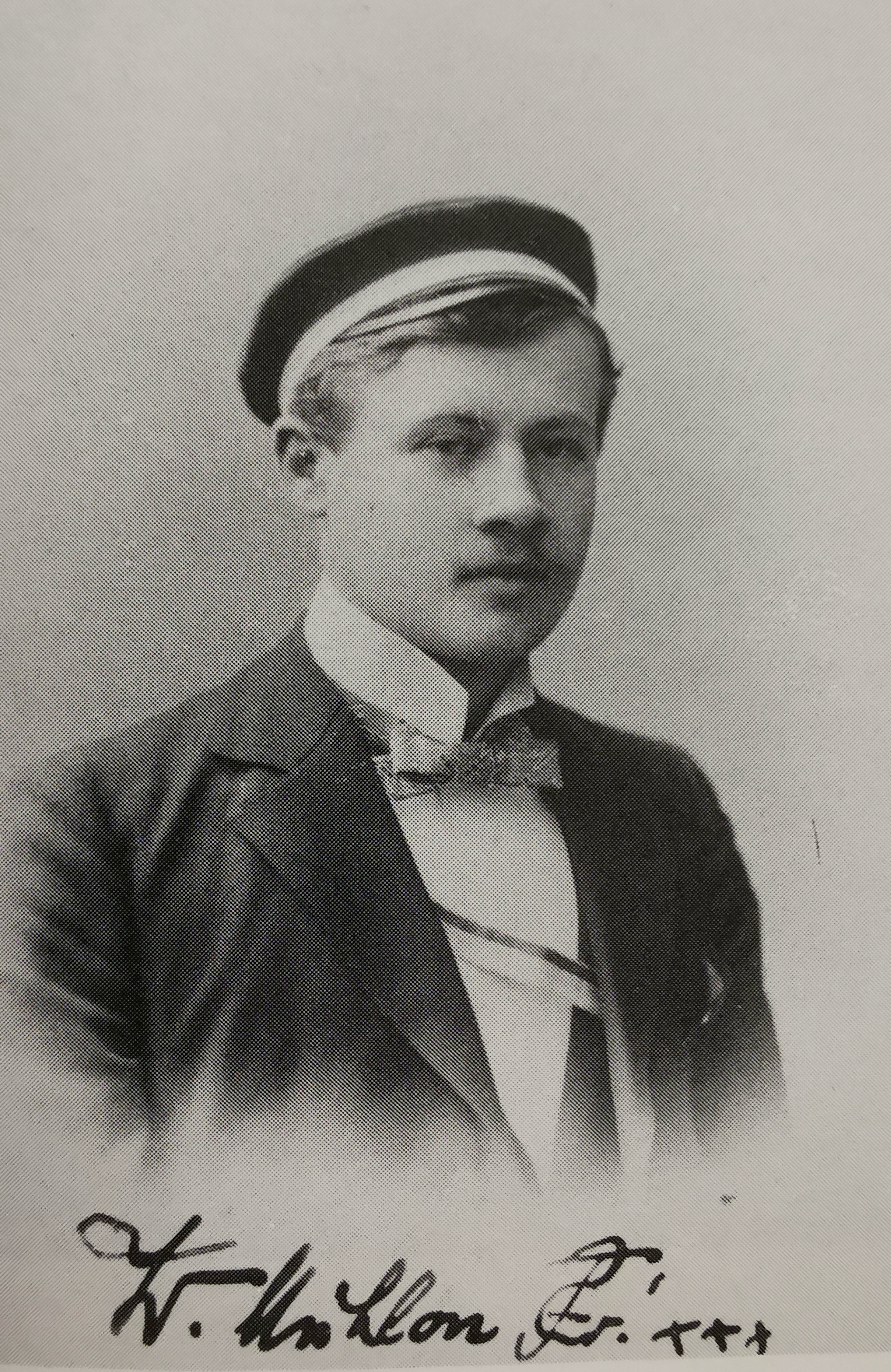
Wilhelm Muehlon

Johann Wilhelm Muehlon (* 31. Oktober 1878 in Karlstadt; † 5. Februar 1944 in Klosters-Serneus, Kanton Graubünden) war ein deutscher Rüstungsmanager und Diplomat.

## Leben
Die Eltern von Johann Wilhelm Muehlon waren Margarethe Rohmann und der Gastwirt Johann Muehlon.
Muehlon begann an der Ludwig-Maximilians-Universität München Rechtswissenschaft und Staatswissenschaften zu studieren. 1898 im Corps Palatia München recipiert, klammerte er die Erste Charge. Als Inaktiver wechselte er an die Friedrich-Wilhelms-Universität zu Berlin und die Julius-Maximilians-Universität Würzburg. 1904 wurde er in Würzburg zum Doktor der Rechtswissenschaften promoviert. und übte den Beruf des Anwalts aus. 
1907 trat er in den Auswärtigen Dienst ein. 1908 wurde er als Direktionsassistent zur Friedrich Krupp AG beurlaubt. Ab 1913 leitete er die Abteilung Kriegsmaterial. Ende 1914 schied er auf eigenen Wunsch aus dem Unternehmen aus; die Tätigkeit dort war ihm „verhasst“. 1915 wurde er vom Auswärtigen Amt beauftragt, als „Besonderer Kommissar der Reichsverwaltung für die Balkanstaaten“ in Bukarest, Sofia, Wien und Budapest über Getreide- und Erdöllieferungen zu verhandeln. Muehlon hatte den Posten des Gesandten in Rumänien abgelehnt. Ebenso weigerte er sich, im Oktober 1916 die Friedensvorschläge von Wilhelm II. bei Ferdinand I. in Rumänien zu vertreten. Muehlon vertrat parteipolitisch unabhängige, liberal-demokratische Ansichten. Er lehnte die annexionistischen Kriegsziele Wilhelm II. ab und sah in der Politik Woodrow Wilsons ernsthafte Vermittlungsbemühungen.
Im Herbst 1916 ging er in die Schweiz ins Exil und arbeitete ohne Diplomatenpass und Akkreditierung für die deutsche Gesandtschaft in Bern. Nach der Ankündigung des uneingeschränkten U-Boot-Krieges brach Muehlon den Kontakt zu Behörden des Deutschen Reichs ab.
Im August 1917 verfasste Muehlon ein Memorandum über die Julikrise 1914. Das Memorandum war an Parlamentarier im Deutschen Reich adressiert und wurde wie ein Brief an Theobald von Bethmann Hollweg vom Mai 1917 veröffentlicht. Muehlon berichtete darin über Gespräche mit Karl Helfferich und Gustav Krupp von Bohlen und Halbach im Juli 1914, aus denen hervorging, dass sich die Regierung des Deutschen Reichs vor dem Ultimatum an Serbien kriegswillig gezeigt hatte. Am 5. Juli 1914 wurde Alexander Hoyos im Auswärtigen Amt und bei einer Audienz bei Wilhelm II. Kriegsbereitschaft signalisiert. Das Motiv von Muehlon, das Memorandum an die Parlamentarier zu senden, war, diesen einen Beleg in einer Auseinandersetzung mit der Reichsregierung zu geben, welche Oskar Cohn seit 1914 führte. Im März 1918 wurde sein Memorandum Gegenstand einer vertraulichen Sitzung im Hauptausschusses des Reichstags. Die Kriegsschuldfrage wurde als Gegenstand der Staatsräson des deutschen Reichs aufgefasst, Muehlon aus dem Parlament und der patriotischen Presse als gemütskrank diffamiert und so versucht, den Inhalt des Memorandums zu diskreditieren.
Im Frühjahr 1918 veröffentlichte Muehlon unter dem Titel Die Verheerung Europas in Zürich sein Tagebuch aus den ersten Kriegsmonaten. Das Werk stand im Deutschen Reich auf dem Index und im Ausland begründete es seinen Ruf als „der erste Europäer in Deutschland“.

„... das Erschreckenste in diesem Kriege sind ... die Kundgebungen der sogenannten geistigen Elite Deutschlands, der Professoren und ähnlicher Lebewesen, die eine Art reglementierte schulmeisterliche Barbarei verkünden ...“

In der Schweiz scharten sich um Muehlon deutschsprachige Pazifisten, Republikaner und Demokraten wie Alfred Hermann Fried, Friedrich Wilhelm Foerster, Prinz Alexander zu Hohenlohe-Schillingsfürst, Maximilian von Montgelas und Hermann Staudinger. Freundschaftliche Beziehungen gab es zu Eduard Bernstein, Ludwig Quidde, zur Redaktion der Freien Zeitung in Bern mit Hugo Ball und Ernst Bloch sowie Leonhard Frank, Annette Kolb, Rainer Maria Rilke, Hermann Hesse und René Schickele.
Ende 1917 und Anfang 1918 traf sich Muehlon mit Julius Meinl II., Heinrich Lammasch und George D. Herron mit dem Ziel, den bewaffneten Konflikt zu beenden.
Am 27. November 1918 hatte Kurt Eisner Muehlon für ein Amt im Reichspräsidium vorgeschlagen. Nach Eisners Ermordung reiste Muehlon auf Vermittlung des Gesandten der Münchner Räterepublik Friedrich Wilhelm Foerster am 25. Februar 1919 nach München. Das ihm angetragene Amt eines Bayerischen Außenministers schlug er bei einem Gespräch mit dem aus Johannes Hoffmann, Heinrich von Frauendorfer, Edgar Jaffé und Hans Unterleitner bestehenden Ministerrat aus.
Nach dem Krieg war er nach Wiederaufnahme der diplomatischen Beziehungen Ende 1922 an Finanzverhandlungen zwischen dem Deutschen Reich und Rumänien beteiligt, da er in den Augen des deutschen Gesandten Hans Freytag bei den Politikern in Rumänien „das größte Vertrauen genießt“.
1926 erwarb er das Schloss Gottlieben. Er engagierte sich bei der katholisch-pazifistischen Rhein-Mainischen Volkszeitung finanziell, aus diesem Grund ließ das nationalsozialistische Regime nach 1933 gegen ihn ein Verfahren wegen Landesverrats eröffnen.

## Schriften
- Die Verheerung Europas : Aufzeichnungen aus den ersten Kriegsmonaten. Orell Füßli, Zürich 1918 (Digitalisat)
- Ein Fremder im eigenen Land. Erinnerungen und Tagebuchaufzeichnungen eines Krupp-Direktors 1908-1914. Herausgegeben und eingeleitet von Wolfgang Benz. Donat, Bremen 1989, ISBN 3-924444-44-7. Enthält die erstmalige Veröffentlichung eines Manuskriptes einer Autobiografie für die Zeit bis 1914 und einen weitgehend originalgetreuen Nachdruck von Die Verheerung Europas.
- Tagebuch der Kriegsjahre 1940–1944. Herausgegeben und eingeleitet von Dr. Jens Heisterkamp. Edition Spicker, Dornach 1992, ISBN 3-85704-282-6.